# Catherine Skinner
Catherine Anne Skinner (Mansfield, 11 de febrero de 1990) es una deportista australiana que compite en tiro, en la modalidad de tiro al plato.
Participó en los Juegos Olímpicos de Río de Janeiro 2016, obteniendo una medalla de oro en la prueba de foso. Ganó tres medallas en el Campeonato Mundial de Tiro entre los años 2014 y 2022.
En 2017 fue condecorada con la Medalla de la Orden de Australia (OAM).

## Palmarés internacional
| Juegos Olímpicos   | Juegos Olímpicos        | Juegos Olímpicos  | Juegos Olímpicos |
| Año                | Lugar                   | Medalla           | Prueba           |
| ------------------ | ----------------------- | ----------------- | ---------------- |
| 2016               | Río de Janeiro (Brasil) | Medalla de oro    | Foso             |
| Campeonato Mundial |                         |                   |                  |
| Año                | Lugar                   | Medalla           | Prueba           |
| 2014               | Granada (España)        | Medalla de bronce | Foso             |
| 2017               | Moscú (Rusia)           | Medalla de plata  | Foso             |
| 2022               | Osijek (Croacia)        | Medalla de bronce | Foso por equipo  |